# Christophe Martens
Christophe Martens (ca. 1972) is een Belgisch jockey.

## Levensloop
In 2000 behaalde hij brons op het Europese kampioenschap, in 2006 werd hij Europees kampioen en in 2007 te Nieuw-Zeeland wereldkampioen drafrennen. Tevens werd hij tienmaal Belgisch kampioen.
Ook nam Martens tussen 2009 en 2018 zesmaal deel aan de Grand Prix d’Amérique.
Zijn vader Gérard was ook actief in de drafsport.